# Тойота Айго
„Тойота Айго“ (Toyota Aygo) е малък градски автомобил, който е на автомобилния пазар от 2005 до 2022 г. Името на модела Aygo идва от фразата i-go, символизирайки свобода и мобилност. Моделът вече има три поколения, като най-новото Aygo излиза през 2018 година.
Моделът е част от миниавтомобилите (сегмент A) и се произвежда от чешката компания „Тойота Пежо Ситроен Аутомобиле“, която представлява смесено предприятие на японската „Тойота“ и френската „Груп ПСА“ (собственик на марките „Пежо“ и „Ситроен“).
Моделът има две версии – с три и пет врати и е един от най-късите хечбеци на пазара, разполагащи с четири места.

## Първо поколение (2005 – 2014)
Първото поколение на „Айго“ има 6 въздушни възглавници:
- 2 предни – за водача и пътника;
- 2 странични за предните места (опция), които предпазват гръдния кош при страничен удар;
- 2 тип завеса за предните / задните места (опция), които предпазват главата на пътниците отпред и отзад.

Въздушните възглавници за пътника отпред могат да се неутрализират, за да се инсталира детско столче в положение с гръб към пътя. Система ISOFIX в някои модификации дава възможност за монтиране на съвместими детски столчета, включително с трета точка на закрепване, намираща се зад облегалката на задната седалка. Предните предпазни колани имат пиротехническо устройство и ограничител на усилието, а задните триточкови колани – механизъм за навиване.

### Двигатели и трансмисия
Първото поколение на „Айго“ се предлага с по един бензинов и дизелов двигател. Бензиновият е с 3 цилиндъра, 12 клапана и максимална мощност 50 kW (68 к.с.), със среден разход от 4,6 литра на 100 километра. Дизеловият двигател е оборудван с HDi технология и със системата common rail, които регулират дозирането на горивото по време и количество за по-ефикасно изгаряне. Максималната му мощност е 40 kW (54 к.с.), а максималният въртящ момент е 130 Nm при 1750 об/мин. В извънградски условия разходът е едва 3,4 л/100 км.
Моделът може да бъде оборудван по избор с механична 5-степенна скоростна кутия за версиите бензин и дизел или с пилотирана скоростна кутия 2 Tronic за версията бензин. Принципът на действие на тази кутия се състои в автоматизиране на функциите „съединител“ и „избор на предавка“. Тя предлага два режима за смяна на предавките: изцяло автоматизиран, при който смяната става без намеса на водача. Чрез обикновено действие със скоростния лост водачът може във всеки момент да поеме превключването на предавките в свои ръце, подобно на обикновената механична скоростна кутия, но без педал на съединителя.

### Оборудване
В бордното табло са групирани всички индикатори (ниво на горивото, пробег и скоростна кутия 2 Tronic) и водачът разполага с директен достъп до информациите. Оборотомерът обаче се предлага единствено като опция в някои модификации. Предното стъкло е силно скосено. Част от панелите на вратите са в цвета на каросерията.